# KLK6
KLK6 (англ. Kallikrein related peptidase 6) – білок, який кодується однойменним геном, розташованим у людей на короткому плечі 19-ї хромосоми. Довжина поліпептидного ланцюга білка становить 244 амінокислот, а молекулярна маса — 26 856.
| 10         |  | 20         |  | 30         |  | 40         |  | 50         |
| ---------- |  | ---------- |  | ---------- |  | ---------- |  | ---------- |
| MKKLMVVLSL |  | IAAAWAEEQN |  | KLVHGGPCDK |  | TSHPYQAALY |  | TSGHLLCGGV |
| LIHPLWVLTA |  | AHCKKPNLQV |  | FLGKHNLRQR |  | ESSQEQSSVV |  | RAVIHPDYDA |
| ASHDQDIMLL |  | RLARPAKLSE |  | LIQPLPLERD |  | CSANTTSCHI |  | LGWGKTADGD |
| FPDTIQCAYI |  | HLVSREECEH |  | AYPGQITQNM |  | LCAGDEKYGK |  | DSCQGDSGGP |
| LVCGDHLRGL |  | VSWGNIPCGS |  | KEKPGVYTNV |  | CRYTNWIQKT |  | IQAK       |

A: Аланін

C: Цистеїн

D: Аспарагінова кислота

E: Глутамінова кислота

F: Фенілаланін

G: Гліцин

H: Гістидин

I: Ізолейцин

K: Лізин

L: Лейцин

M: Метіонін

N: Аспарагін

P: Пролін

Q: Глутамін

R: Аргінін

S: Серин

T: Треонін

V: Валін

W: Триптофан

Кодований геном білок за функціями належить до гідролаз, протеаз, серинових протеаз. 
Задіяний у такому біологічному процесі, як альтернативний сплайсинг. 
Локалізований у цитоплазмі, ядрі, мітохондрії, ендоплазматичному ретикулумі, мікросомах.
Також секретований назовні.